# Phyllomya volvulus
Phyllomya volvulus là một loài ruồi trong họ Tachinidae.